# Bistum Saint-Denis
Das Bistum Saint-Denis (lateinisch Dioecesis Sancti Dionysii in Francia, französisch Diocèse de Saint-Denis) ist eine in Frankreich gelegene römisch-katholische Diözese mit Sitz in Saint-Denis.
Es wurde am 9. Oktober 1966 als Bistum begründet und gehört als Suffraganbistum dem Erzbistum Paris an.

## Bischöfe von Saint-Denis
- Jacques Le Cordier (1966–1978)
- Guy Deroubaix (1978–1996)
- Olivier de Berranger IdP (1996–2009)
- Pascal Delannoy (2009–2024, dann Erzbischof von Straßburg)
- Étienne Guillet (seit 2024)

## Weblinks

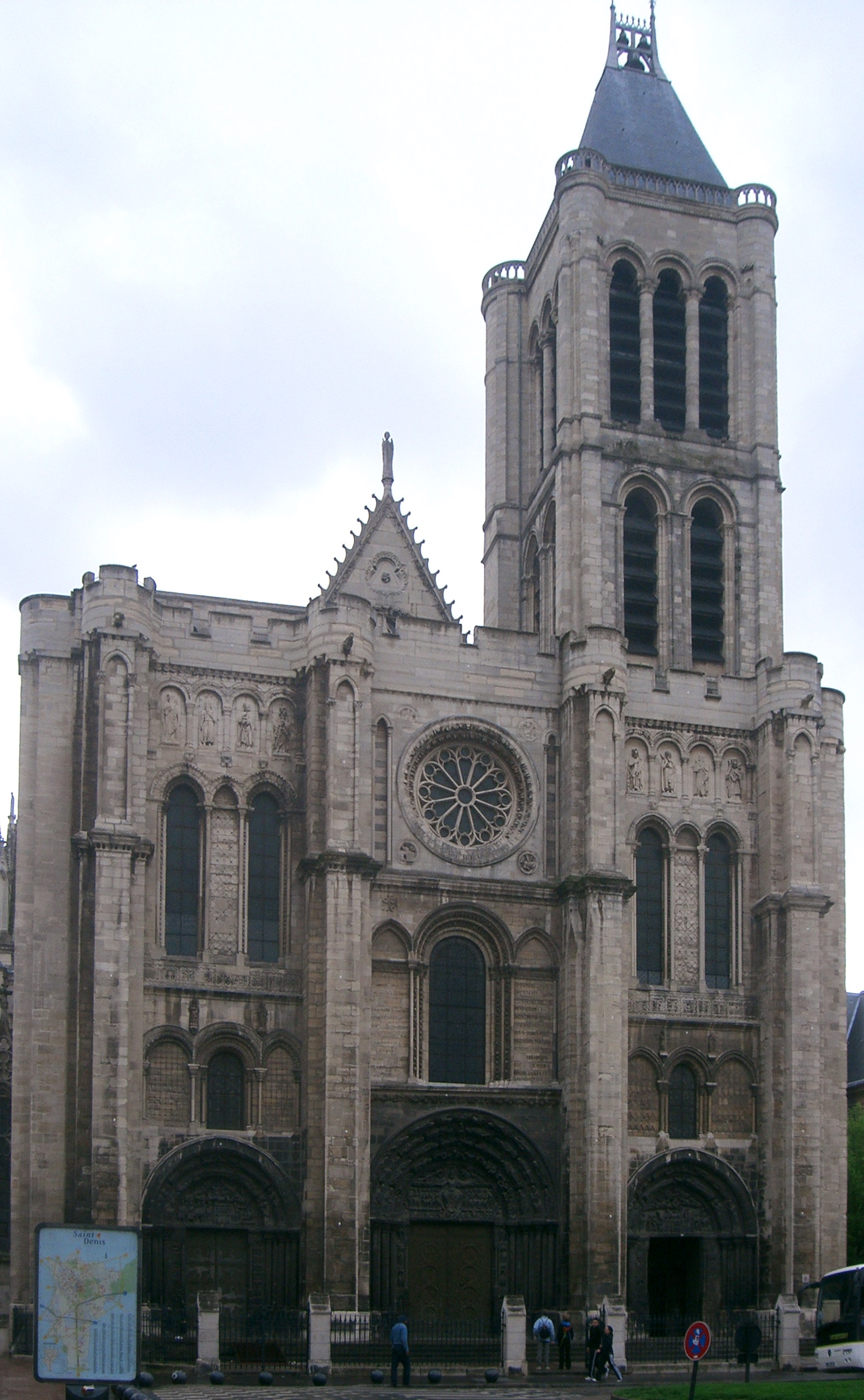
Kathedrale von Saint-Denis